# Leigh (Nouvelle-Zélande)
Pour les articles homonymes, voir Leigh.
 (février 2023).
Si vous disposez d'ouvrages ou d'articles de référence ou si vous connaissez des sites web de qualité traitant du thème abordé ici, merci de compléter l'article en donnant les références utiles à sa vérifiabilité et en les liant à la section « Notes et références ».
Leigh est un village du nord de la Nouvelle-Zélande situé dans la région d'Auckland, plus précisément dans le district de Rodney.
Ce village étant le plus proche de l'île de la Chèvre et de la réserve marine du cap Rodney et de la pointe Okakari, il héberge le laboratoire océanographique de Leigh, une unité de recherche marine dépendant de l'université d'Auckland.
C'est principalement un village de pêcheurs.